# Съба Асенова-Костова
Съба Хаджипетрова Асенова-Костова е българска лекарка и общественичка.

## Биография
Родена е на 8 ноември или на 13 декември 1875 г. в Сливен. Баща ѝ, брат на Хаджи Димитър, загива в Руско-турската война (1877 – 1878). Нейни братя са революционерите Кръстьо Асенов и Йордан Асенов, дейци на ВМОРО.
През 1899 г. завършва медицина в Нанси, Франция (една от първите три българки, завършили там). След завръщането си в България става първата лекарка, практикувала в Сливен. След това е назначена в Ямбол, където среща бъдещия си съпруг – военния хирург д-р Марко Костов от с. Змейово, Старозагорско. Венчават се през 1901 г. в Стара Загора и се установяват в този град. Специализира акушерство и вътрешни болести. Семейството открива частна семейна клиника „Д-р Костови“, в която е от 1927 г. Д-р Съба Костова работи и като училищна лекарка.
В Стара Загора се включва в борбата за освобождение на оставените под турско робство части от българските земи. В този град се подготвят и изпращат чети за Македония и Одринско и д-р Съба Костова става куриерка и касиерка на четата на брат си – войводата Кръстьо Асенов, съратник на Гоце Делчев. Тя съхранява част от откупа от аферата „Мис Стоун“ през 1902 година.
Активно участва в дейностите на Българския червен кръст. Тя е една от създателките и ръководи основаното през 1912 г. благотворителното дружество „Самарянка“ в Стара Загора. Неговата цел е да развива в обществото чувство за милосърдие. Една от задачите на дружеството е подготовка на доброволки с определени медицински познания за оказване на помощ на фронта по време на войни и в мирно време – при природни бедствия и епидемии. След войните д-р Костова и съпругът ѝ помагат за устройването на българите бежанци от Македония, Одринска и Беломорска Тракия.
Умира на 8 февруари или 2 август 1958 г. в Стара Загора.